# Altbach
Altbach ist eine Gemeinde im Landkreis Esslingen in Baden-Württemberg. Sie gehört zur Region Stuttgart (bis 1992 Region Mittlerer Neckar) und zur europäischen Metropolregion Stuttgart.

## Geographie

### Geographische Lage
Altbach liegt am Südhang des Schurwaldes ins Tal des Neckars hinab auf 450 bis 242 m ü. NN zwischen Plochingen flussauf- und Esslingen am Neckar flussabwärts. Durchs Gemeindegebiet, das bis ans rechte Ufer des heutigen Flusslaufes reicht, zieht in einem Bogen am rechten Prallhang der Alte Neckar, über dem die vom Altbach zum Altarm hin durchlaufenen Wohngebiete liegen, während auf der flachen Flussinsel zwischen den Läufen größtenteils Industrieflächen des Neckartals liegen.
Die Gemarkung ist quellenreich, und so kann die Gemeinde 45 % ihres Trinkwasserbedarfes aus eigenen Brunnen decken.

### Gemeindegliederung
Zur Gemeinde Altbach gehören außer dem Dorf Altbach keine weiteren Orte.

### Nachbargemeinden
Angrenzende Gemeinden sind reihum die Städte Esslingen am Neckar im Westen und Norden, Plochingen im Osten sowie die Gemeinde Deizisau im Süden. Alle Städte gehören dem Landkreis Esslingen an.

### Flächenaufteilung
Nach Daten des Statistischen Landesamtes, Stand 2014.

## Geschichte

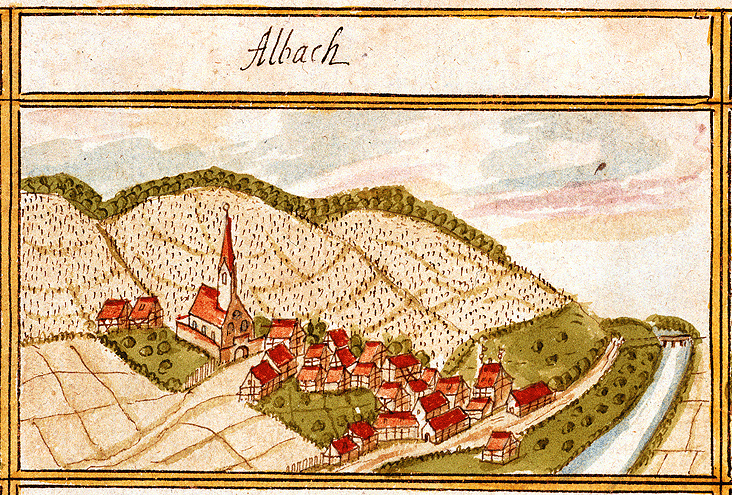
Altbach 1683/1685 im Kieserschen Forstlagerbuch

### Bis zum 19. Jahrhundert
Funde von Reihengräberfeldern und die frühe urkundliche Erwähnung deuten auf eine frühmittelalterliche Gründung der Siedlung. Altbach wurde erstmals 783 im Lorscher Codex erwähnt. Im 13. Jahrhundert (Alpach) erwarben die Grafen von Aichelberg den Ort, verkauften ihn aber stückweise an das Kloster Adelberg. Im Jahr 2025 wurden Forschungsergebnisse zu Graffiti im Abendmahlssaal in Jerusalem vorgestellt. Unter den mit neuen Techniken sichtbar gemachten Wandinschriften zählt auch eine, die ein namentlich unbekanntes Mitglied einer Albacher Ritterfamilie wohl um 1400 während einer Pilgerfahrt angebracht hat und das, neben der Inschrift „Altbach“, das Wappen des Ortes zeigt.
Mit der Reformation (1535) kam die Landesherrschaft an Württemberg, Altbach blieb Bestandteil des Klosteramts Adelberg.
Ab 1806 gehörte Altbach als Teil des Königreichs Württemberg zum Oberamt Eßlingen.
1819 wurde Altbach vom Nachbarort Zell, heute ein Stadtteil von Esslingen, getrennt und besteht seitdem als selbständige Gemeinde. Im Jahre 1846 erhielt Altbach mit einem eigenen Bahnhof Anschluss an das Schienennetz der Königlich Württembergischen Staats-Eisenbahnen, wodurch Voraussetzungen für eine Industrialisierung geschaffen worden sind.

### 20. Jahrhundert
1904 wurde Altbach ans Stromnetz gebunden, ein Jahr später folgte der Bau einer Wasserleitung.
Zwischen 1922 und 1923 trennt sich die Gemeinde kirchlich vom Mutterort Zell und besaß eine Pfarrverweserei bis 1931. Bei der Kreisreform während der NS-Zeit in Württemberg gelangte Altbach 1938 zum Landkreis Esslingen. Während des Zweiten Weltkrieges wurden etwa 10 bis 12 Häuser beschädigt und zwei Zivilisten getötet. 1945 wurde der Ort Teil der Amerikanischen Besatzungszone und gehörte somit zum neu gegründeten Land Württemberg-Baden, das 1952 im jetzigen Bundesland Baden-Württemberg aufging. 1984 feierte Altbach das 1200-jährige Bestehen. Von 1999 bis zum 15. Dezember 2000 baute man das Neubaugebiet Egertenäcker.

### 21. Jahrhundert
Im Juni 2023 geriet Altbach in nationale Schlagzeilen, als ein Mann eine Handgranate auf eine Trauergemeinde geworfen hatte. Da diese in einem Baum hängen blieb, wurde niemand verletzt, aber Altbach entging offenbar nur knapp einem Blutbad. Ministerpräsident Winfried Kretschmann (Grüne) bezeichnete den Vorgang damals als „schlimmen und gravierenden“ Einzelfall und das LKA sah „keine Bandenstrukturen“. Es handelte sich um eine Auseinandersetzung zweier rivalisierender multiethnischer Gruppen aus dem Raum Stuttgart-Zuffenhausen und dem Raum Esslingen. Im Dezember 2023 begann der Gerichtsprozess gegen den iranischstämmigen Täter der zum Kern einer Gruppe von 500 Männern gehört, und nun laut Landeskriminalamt Baden-Württemberg ein „neues Bandenphänomen“ in Baden-Württemberg, bei dem junge Männer mit Migrationshintergrund aus bildungsfernen Milieus anders als in Berlin oder Köln nicht durch Clan, oder Nationalität, sondern durch den Nervenkitzel eines kriminellen Lebensentwurfs geeint seien. Hauptmerkmale seien ein „toxischer Ehrbegriff“ und „gewalt-legitimierende Männlichkeit“.

### Einwohnerentwicklung
Die Einwohnerzahlen sind Volkszählungsergebnisse (¹) oder amtliche Fortschreibungen des Statistischen Landesamtes (nur Hauptwohnsitze).
| Stichtag            | Einwohnerzahl |
| ------------------- | ------------- |
| 1. Dezember 1871¹   | 572           |
| 1. Dezember 1900¹   | 828           |
| 17. Mai 1939¹       | 1.662         |
| 13. September 1950¹ | 2.579         |
| 6. Juni 1961¹       | 4.168         |
| 27. Mai 1970¹       | 4.917         |
| 25. Mai 1987¹       | 5.559         |
| 31. Dezember 1995   | 5.586         |
| 31. Dezember 2000   | 5.551         |
| 31. Dezember 2005   | 5.740         |
| 31. Dezember 2010   | 5.840         |
| 31. Dezember 2015   | 6.043         |
| 31. Dezember 2020   | 6.169         |

## Politik

### Gemeinderat
Der Gemeinderat in Altbach besteht aus den 18 gewählten ehrenamtlichen Gemeinderäten und dem Bürgermeister als Vorsitzendem. Der Bürgermeister ist im Gemeinderat stimmberechtigt.
Die Kommunalwahl am 9. Juni 2024 führte zu folgendem Endergebnis.
| Parteien und Wählergemeinschaften | Parteien und Wählergemeinschaften           | % 2024  | Sitze 2024 | % 2019  | Sitze 2019 | Kommunalwahl 2024 %50403020100 41,02 %25,58 %33,40 % FWSPDCDUGewinne und Verlusteim Vergleich zu 2019 %p 6 4 2 0 −2 −4 −6+0,42 %p−4,70 %p+4,28 %pFWSPDCDU |
| FW                                | Unabhängige Wählervereinigung Altbach e. V. | 41,02   | 7          | 40,60   | 7          | Kommunalwahl 2024 %50403020100 41,02 %25,58 %33,40 % FWSPDCDUGewinne und Verlusteim Vergleich zu 2019 %p 6 4 2 0 −2 −4 −6+0,42 %p−4,70 %p+4,28 %pFWSPDCDU |
| SPD                               | Sozialdemokratische Partei Deutschlands     | 25,58   | 5          | 30,28   | 6          | Kommunalwahl 2024 %50403020100 41,02 %25,58 %33,40 % FWSPDCDUGewinne und Verlusteim Vergleich zu 2019 %p 6 4 2 0 −2 −4 −6+0,42 %p−4,70 %p+4,28 %pFWSPDCDU |
| CDU                               | Christlich Demokratische Union Deutschlands | 33,40   | 6          | 29,12   | 5          | Kommunalwahl 2024 %50403020100 41,02 %25,58 %33,40 % FWSPDCDUGewinne und Verlusteim Vergleich zu 2019 %p 6 4 2 0 −2 −4 −6+0,42 %p−4,70 %p+4,28 %pFWSPDCDU |
| gesamt                            | gesamt                                      | 100,0   | 18         | 100,0   | 18         | Kommunalwahl 2024 %50403020100 41,02 %25,58 %33,40 % FWSPDCDUGewinne und Verlusteim Vergleich zu 2019 %p 6 4 2 0 −2 −4 −6+0,42 %p−4,70 %p+4,28 %pFWSPDCDU |
| Wahlbeteiligung                   | Wahlbeteiligung                             | 59,15 % | 59,15 %    | 57,79 % | 57,79 %    | Kommunalwahl 2024 %50403020100 41,02 %25,58 %33,40 % FWSPDCDUGewinne und Verlusteim Vergleich zu 2019 %p 6 4 2 0 −2 −4 −6+0,42 %p−4,70 %p+4,28 %pFWSPDCDU |

### Bürgermeister
- 1819–1830: Johann Georg Reyer
- 1830–1857: Georg Friedrich Barth
- 1857–1889: Michael Frick
- 1890–1896: Johannes Hermann
- 1896–1901: Heinrich Utz
- 1901–1945: Louis Friedrich Raith
- 1945–1946: Albert Schloz
- 1946–1948: Willy Burgenmeister
- 1948–1966: Wilhelm Römer
- 1966–2001: Walter Stetter
- 2002–2017: Wolfgang Benignus
- seit 1. Januar 2018: Martin Funk (SPD)

Im Dezember 2017 wurde der Bürgermeister der nahegelegenen Gemeinde Ohmden, Martin Funk, zum Nachfolger des aus Altersgründen ausscheidenden Wolfgang Benignus gewählt.
Funk erhielt im zweiten Wahlgang 38,08 % der Stimmen.

### Wappen und Flagge

Flagge der Gemeinde Altbach

| Wappen von Altbach | Blasonierung: „In Rot ein aufwärts gebogener silberner Schrägbalken.“ |
| Wappen von Altbach | Wappenbegründung: Das Wappen mit dem gebogenen Schrägbalken wurde ursprünglich vom Ortsadelsgeschlecht von Altbach geführt. Im Jahre 1930 war das Wappen – irrtümlich mit einem Schräglinksbalken versehen – im Schultheißenamtssiegel der Gemeinde Altbach enthalten. Die aus diesem inzwischen längst berichtigten Wappen abgeleiteten Flaggenfarben wurden der Gemeinde am 15. März 1954 von der Landesregierung verliehen. |

## Wirtschaft und Infrastruktur

### Verkehr

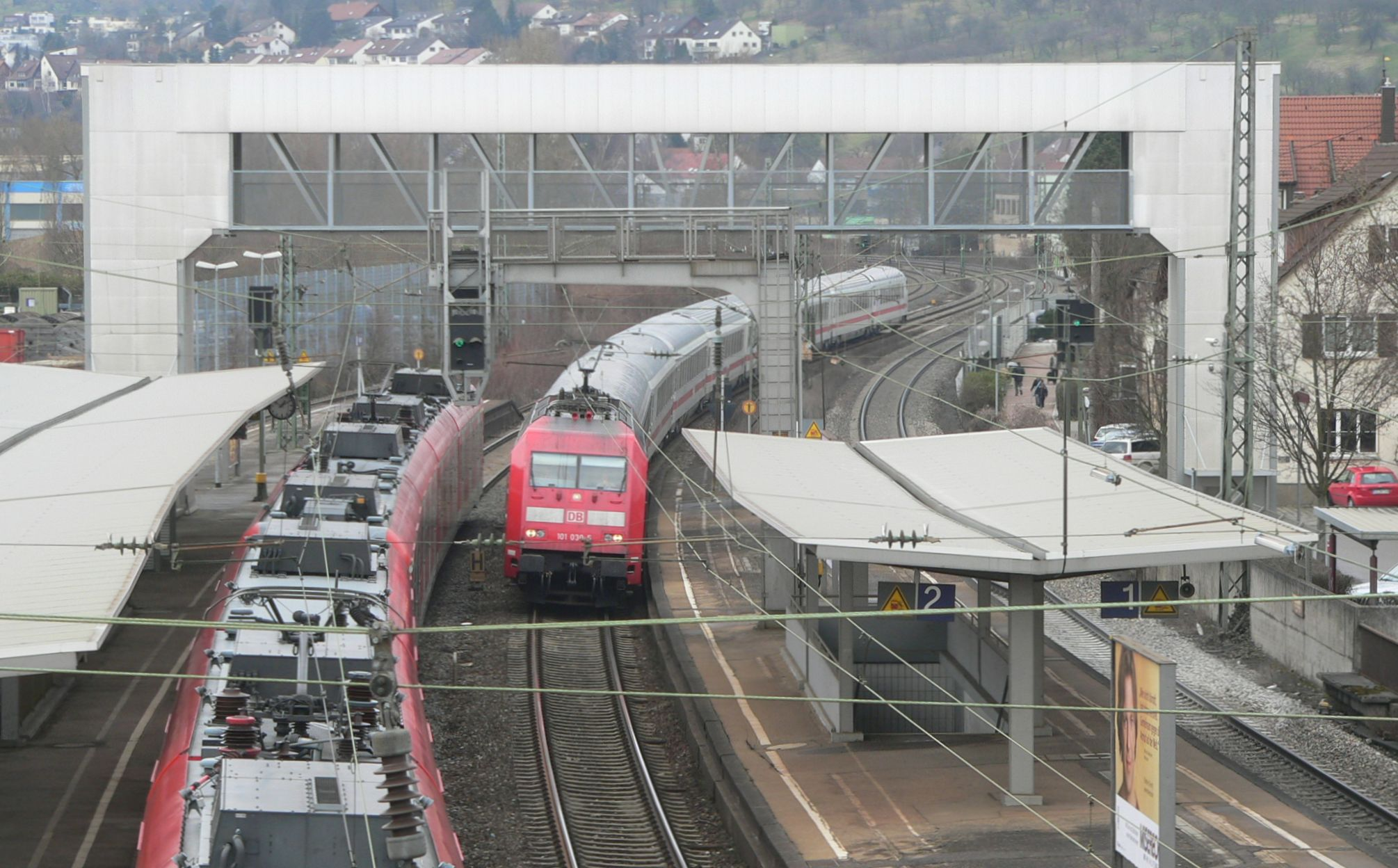
Bahnhof mit Schmid Peoplemover

Altbach ist an die B 10 (Stuttgart–Ulm) angebunden und im Schienenverkehr mit der Filstalbahn (Stuttgart–Ulm), S-Bahnlinie S1 in den Verkehrs- und Tarifverbund Stuttgart (VVS) eingebunden.
Über eine Alltagsradroute aus dem Radnetz Baden-Württemberg ist Altbach mit Esslingen (über dessen Stadtteile Zell und Oberesslingen) und in der anderen Richtung mit Plochingen verbunden. 
Der Neckartal-Radweg, ein Radfernweg von Villingen-Schwenningen nach Mannheim, verläuft zum Teil etwas näher am Neckar als die Alltagsroute. Der Württemberger Weinradweg verläuft von Rottenburg am Neckar nach Niederstetten. In Altbach ist er mit dem Neckartal-Radweg identisch.
Am 19. Dezember 2006 wurde der weltweit erste Schmid Peoplemover, der Bahngleise überquert, in Altbach in Betrieb genommen.

### Bildung
Altbach verfügt über eine Grundschule, vier Kindergärten und eine Ortsbücherei.

### Kraftwerk Altbach/Deizisau

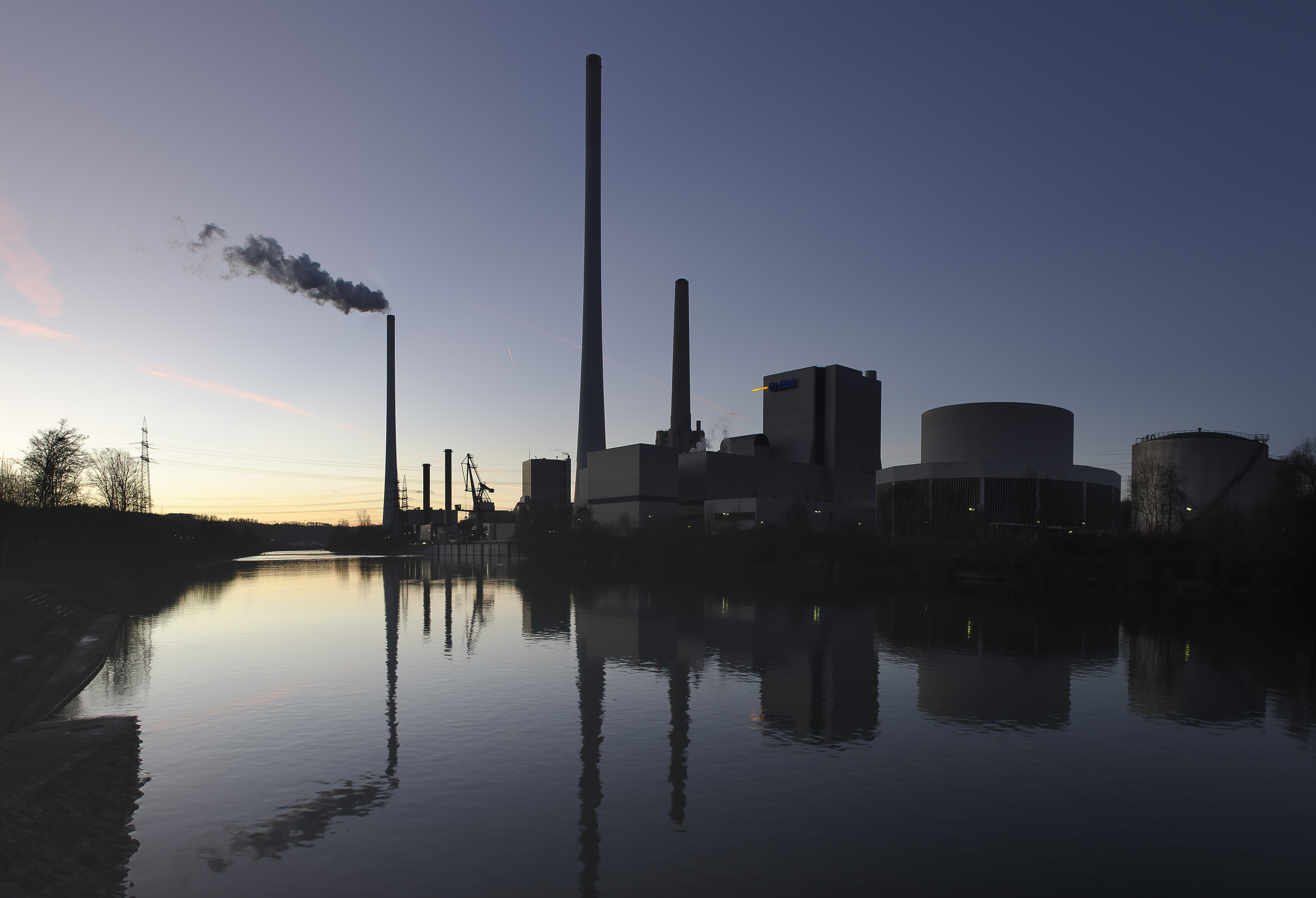
Kraftwerk Altbach/Deizisau

Das Kraftwerk Altbach/Deizisau wird von der EnBW betrieben und gilt als eines der modernsten deutschen Kohlekraftwerke. Es liegt auf einer Neckarinsel und zur Hälfte auf der Gemarkung der Nachbargemeinde Deizisau, weshalb der volle Name auch Kraftwerk Altbach/Deizisau lautet. Die beiden 250 m hohen Schornsteine sind höher als die Schurwaldhöhen und die Filder und damit weithin sichtbar.
Seit 1899 wurde der Neckar durch eine der damals größten Wasserkraftanlagen Württembergs zur Energiegewinnung genutzt. Die Gebäude wurden 1998 abgerissen und zu einem Park umgestaltet.

### Abfallentsorgung
Für die Abfallentsorgung ist der Abfallwirtschaftsbetrieb des Landkreises Esslingen zuständig. Es bestehen getrennte Sammlungen für Biomüll, Hausmüll und Papier. Verpackungen werden im Rahmen des Grünen Punktes in sogenannten gelben Säcken gesammelt. Sperrmüll wird gegen Abgabe eines von zwei Gutscheinen jährlich kostenlos abgeholt oder kann zu einer Entsorgungsstation gebracht werden. Bei den Entsorgungsstationen können auch Elektro- und Metallschrott sowie andere wiederverwertbare Stoffe abgegeben werden. Für Sondermüll wie Leuchtstofflampen und Lacke gibt es besondere Problemstoffsammlungen.

## Kultur und Sehenswürdigkeiten

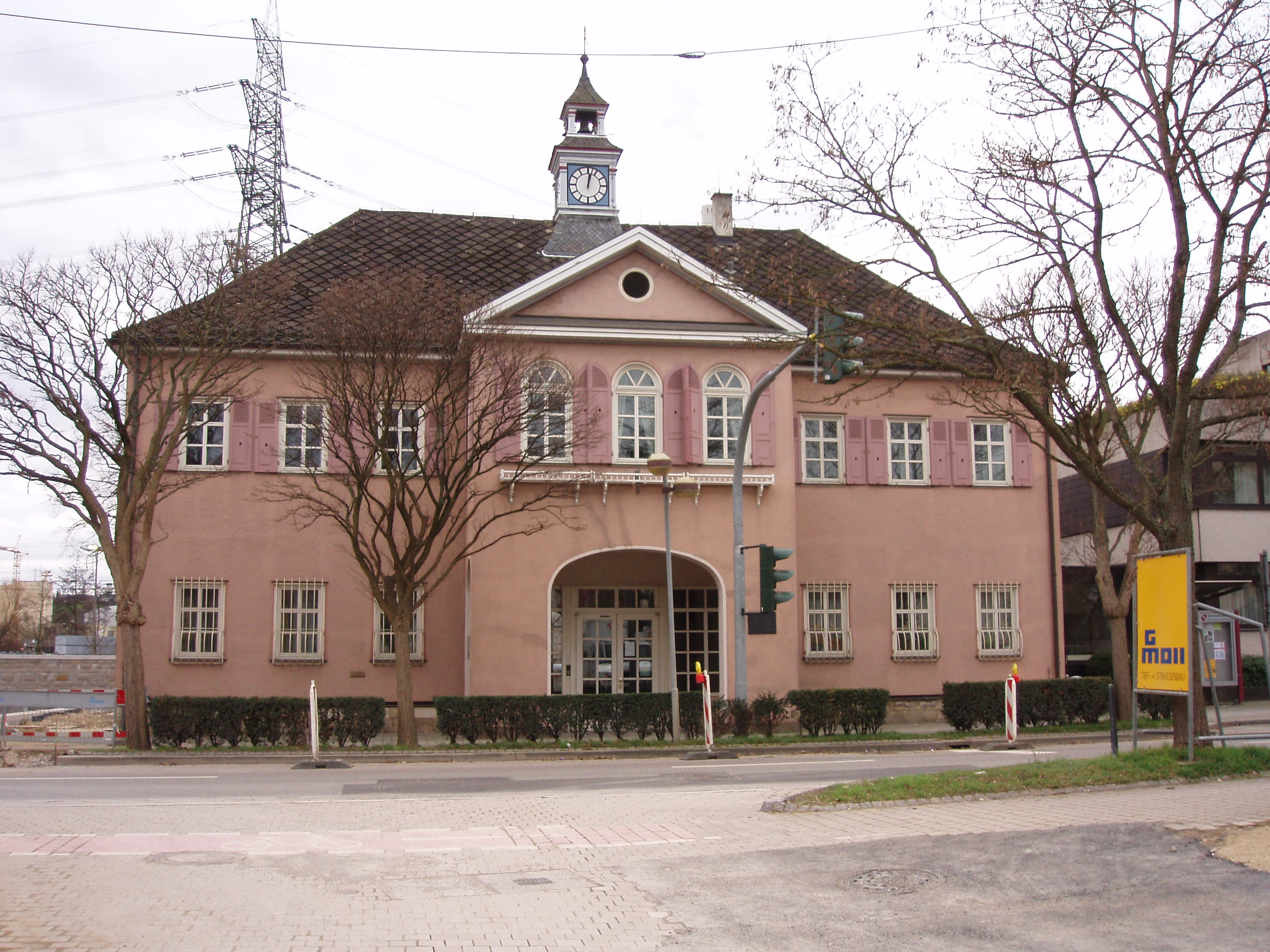
Das ehemalige Jagdschloss Hohengehren

### Gemeindehalle
Altbach besitzt eine Gemeindehalle, in der regelmäßig Theater, Konzerte, Ehrungen, Feste und sonstige Veranstaltungen der Altbacher Kulturreihe durchgeführt werden. Die Halle wird nicht nur Altbachern zur Verfügung gestellt.

### Altes Rathaus
Das Alte Rathaus war ursprünglich ein Jagdschloss im ehemaligen Wildpark von Hohengehren. Das Jagdschloss wurde 1839 von Altbach erworben, abgebaut und als Rathaus im selben Jahr wieder aufgebaut.

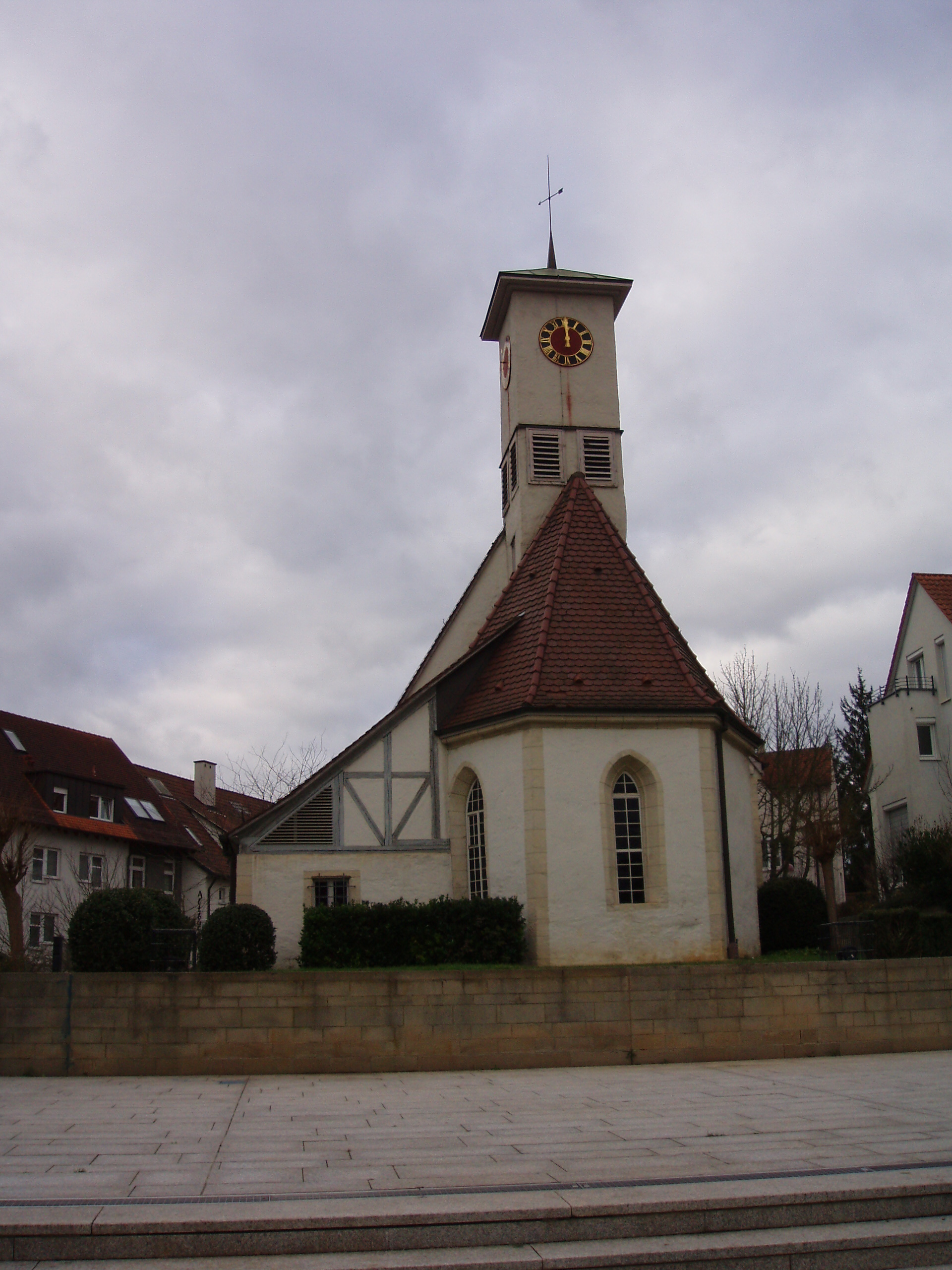
Die Ulrichskirche

### Christuskirche
Die Christuskirche wurde zwischen 1959 und 1960 nach Plänen Seytters errichtet und am 24. Juli 1960 eingeweiht. Die Kirche wurde von Helmuth Uhrig mit Kunstwerken geschmückt. Die Christusfigur an der Wand, der Taufstein und das Michaelfenster sind von seiner Hand.

### Ulrichskirche
1353 ist in Altbach eine Ulrichskapelle belegt, sie erhielt ihren Namen vom Schutzpatron Ulrich des Klosters Adelberg. 1514, 1599 und 1748 wurde an- und umgebaut, 1736 erhielt sie einen neuen Turm. 1817 kam ein Sakristeianbau hinzu, in den 1920er Jahren wurde der Innenraum zweimal gründlich renoviert; die am Marktplatz gelegene Kirche wurde an die bürgerliche Gemeinde verpachtet, 1978–1980 einer Innen- und Außenrenovierung unterzogen und bietet nun Raum für kulturelle Zwecke.

## Sport und Freizeit
In Altbach existieren über 20 Vereine mit einem vielfältigen Angebot, unter anderem der Turnverein, der Radfahrerverein, der Sportclub, der Tennisclub (zusammen mit Esslingen-Zell) und der Tischtennisverein.
In gemeinsamer Arbeit organisieren die Vereine mit Unterstützung der Gemeinde und den Kirchengemeinden ein vielseitiges Kinderferienprogramm.

## Regelmäßige Veranstaltungen
- Das Dorffest findet jedes Jahr am vorletzten Wochenende vor Beginn der Sommerferien statt.
- Der Weihnachtsmarkt findet jedes Jahr am zweiten Samstag im Dezember statt.
- Jedes zweite Jahr findet in Altbach ein Nachtumzug der Altbacher Narren statt.
- Jedes Jahr, an Christi Himmelfahrt, findet das Altbacher Volksradfahren statt, welches vom Radfahrverein Altbach organisiert wird. Die örtlichen Vereine stellen die Teilnehmer.

## Persönlichkeiten

### Söhne und Töchter der Gemeinde
- Matthäus Böblinger (1450–1505), spätgotischer Baumeister
- Otto Eitel (1909–2000), Leichtathlet

### Weitere mit Altbach verbundene Persönlichkeiten
- Siegfried Häußler (1917–1989), Arzt, Verbandsvertreter und Hochschullehrer, lebte von 1945 bis zu seinem Tod in Altbach

### Bekannte Sportler
- Johann Herberger (1919–2002), Fußballspieler und Trainer, lebte und starb in Altbach
- Serdar Tasci (* 1987), ehemaliger Fußballspieler beim VfB Stuttgart, begann seine Karriere beim SC Altbach

## Kirchen
Das Zentrum der Evangelischen Kirchengemeinde Altbach ist die 1960 erbaute Christuskirche.